# Alexandru Apolzan
Alexandru Apolzan (Sibiu, Rumania, 6 de febrero de 1927 † 23 de diciembre de 1982) fue un futbolista rumano. Se desempeñaba en posición de defensa.

## Selección nacional
Fue internacional con la Selección de fútbol de Rumania en veinte y dos ocasiones.

## Clubes
| Club               | País    | Año       |
| ------------------ | ------- | --------- |
| Şoimii Sibiu       | Rumania | 1941-1944 |
| Rapid Bucarest     | Rumania | 1946-1949 |
| FC Steaua Bucarest | Rumania | 1949-1962 |

## Palmarés

### Campeonatos nacionales
| Título                | Club               | País    | Año                                     |
| --------------------- | ------------------ | ------- | --------------------------------------- |
| Liga I                | FC Steaua Bucarest | Rumania | 1951 1952 1953 1956 1959/60 1960/01     |
| Copa rumana de fútbol | FC Steaua Bucarest | Rumania | 1950/51 1951/52 1952/53 1955/56 1961/62 |